# Enrico Piaggio
 (septembre 2023).
Si vous disposez d'ouvrages ou d'articles de référence ou si vous connaissez des sites web de qualité traitant du thème abordé ici, merci de compléter l'article en donnant les références utiles à sa vérifiabilité et en les liant à la section « Notes et références ».
Enrico Piaggio, né le 22 février 1905 à Pegli et mort le 16 octobre 1965 à Montopoli dans le Val d'Arno est un chef d'entreprise italien.

## Biographie
Deuxième fils de Rinaldo Piaggio, Enrico naît au 7 Viale Villa Gavotti, à Pegli, une petite commune plus tard rattachée à la ville de Gênes. Diplômé en économie et commerce à Gênes en 1927, il rejoint l'entreprise familiale Piaggio  dont il hérite à la mort de son père en 1938, avec son frère aîné Armando (1901-1978).
À la fin des années 1920, l'entreprise Piaggio & Cie possède quatre usines, deux en Ligurie, à Sestri Ponente et à Finale Ligure, destinées à la production de mobilier naval et de matériel roulant, et deux en Toscane, à Pise et Pontedera, où est concentrée la production pour l'industrie aéronautique. Commencé pendant la Grande Guerre avec la réparation d'avions et la construction de pièces d'avions (hélices, ailes et nacelles), le développement de Piaggio dans le secteur aéronautique avait connu un premier bond de qualité important avec le démarrage de la production, en 1922, le modèle P1, premier avion bimoteur entièrement conçu au sein de l'entreprise, et le modèle P2, le premier monoplan militaire, en 1924.
Alors que son frère aîné Armando assume la responsabilité des usines liguriennes, le jeune Piaggio est affecté à la direction de la section aéronautique de l'entreprise. Son management s'inscrit dans un premier temps en parfaite continuité avec les choix entrepreneuriaux de son père, caractérisés par une attention constante à la recherche et au développement et l'objectif de faire de Piaggio di Pontedera un centre d'excellence en design, réunissant les meilleurs ingénieurs aéronautiques italiens, comme Giovanni. Pegna et Giuseppe Gabrielli. En 1931, malgré la phase très critique pour l'entreprise - en raison de la crise internationale, les commandes se sont effondrées et le bilan a enregistré des pertes de près de 3 millions de lires - Piaggio a embauché le célèbre designer et inventeur Corradino D'Ascanio ; cela permet à l'entreprise de développer la production d'hélices de manière innovante, en particulier celle à pas variable brevetée par l'ingénieur des Abruzzes, et de démarrer des projets frontaliers relatifs à la construction de prototypes d'hélicoptères, ignorés cependant à ce moment-là par le ministère de «Aéronautique.
La demande d'avions, en particulier militaires, en revanche, augmente à la suite de la politique d'expansion coloniale du régime fasciste et pour l'usine de Pontedera, cela signifie une augmentation des commandes et une croissance de l'emploi: de 200 employés en 1930 à environ 2000 en le 1936. En 1937, un autre brillant designer est embauché, l'ingénieur Giovanni Casiraghi, responsable du modèle P.108, le premier Piaggio à quatre moteurs, considéré comme l'un des jalons de l'histoire de l'entreprise, bien qu'il soit produit en un nombre limité d'unités.
Enrico, déjà responsable du développement de la branche aéronautique de l'entreprise depuis quelque temps, à la mort de son père en 1938, assume le poste de PDG avec son frère Armando: la répartition des rôles confirme l'équilibre déjà esquissé dans le précédent période, avec l'entreprise centrée sur les secteurs ferroviaire et naval, confiée au fils aîné, tandis que le second continue de s'occuper de l'usine de Pontedera. L'industrie aéronautique reste un secteur prometteur mais toujours pénalisé par une demande interne limitée: malgré les résultats de haut niveau technologique, tant dans la production de moteurs que d'aéronefs - entre 1937 et 1939 les moteurs Piaggio ont atteint 21 records, dont la suprématie en hauteur mètres) - l'activité considérable de conception et de construction de modèles a un résultat industriel modeste; 33 nouveaux projets sont calculés entre 1937 et 1943, mais seuls trois débouchent sur des produits commerciaux. Les choses n'ont pas changé pendant la Seconde Guerre mondiale lorsque, en plus de recevoir quelques commandes de l'État, l'entreprise a subi de nombreuses dévastations et vols de matériel.
Le 25 septembre 1943, Enrico Piaggio est grièvement blessé dans le hall de l'hôtel Excelsior de Florence par un officier de la République nouvellement créée de Salò, car il ne s'est pas levé pendant le discours à la radio du général Rodolfo Graziani contre les alliés. Transporté en fin de vie à l'hôpital, il a été sauvé grâce à l'ablation d'un rein  .
Après la guerre, alors que son frère reprenait laborieusement les rangs du secteur aéronautique dans les usines de la Ligurie et suivait la restauration des lignes de production traditionnelles destinées à l'ameublement naval et ferroviaire, Piaggio a décidé de lancer une toute nouvelle voie entrepreneuriale dans les usines toscanes, axée sur sur la production d'un moyen de transport simple, à deux roues, léger et peu coûteux, caractérisé par une consommation modeste et adapté à la conduite de tous, y compris les femmes: le scooter.
Déjà en 1944 à Biella, où les usines de Pontedera ont été déplacées, des techniciens et ingénieurs avaient travaillé à la construction d'un petit scooter, le MP5, baptisé par les ouvriers eux-mêmes Donald Duck, en raison de sa forme étrange. En 1945, après la guerre, Piaggio accompagna D'Ascanio à Biella et put examiner ce prototype: il fut frappé par l'idée d'un véhicule petit et léger, mais il n'était pas satisfait du résultat obtenu; il charge ensuite l'ingénieur de repenser le scooter en développant l'idée d'un moyen de transport agile, largement utilisable et répondant à la demande de mobilité individuelle exprimée par les Italiens au lendemain de la guerre. En quelques semaines, D'Ascanio a achevé le projet d'une moto à carrosserie porteuse, un moteur de 98 cm3. transmission directe, boîte de vitesses au guidon pour faciliter la conduite, sans fourche mais avec un bras d'appui latéral, permettant de changer facilement de roue en cas de crevaison, construite avec des matériaux résistants et légers, issus de la production aéronautique.
Le nouveau produit - une moto rebaptisée Vespa en raison du son du moteur et de la forme de la carrosserie - a été breveté en avril 1946. Bien que les 100 unités de pré-série soient vendues avec quelques difficultés, Piaggio décide de lancer la production en série d'un premier lot de 2 500 unités: les ventes témoignent du succès du produit, car 2 181 Vespas ont été achetées en 1946; le résultat devrait se multiplier l'année suivante, avec 10 535 véhicules vendus. Le prix de 68 000 lires équivaut à plusieurs mois de travail pour un salarié, mais la possibilité de payer en plusieurs fois représente un stimulant important pour les ventes. La diffusion de la Vespa a ainsi donné le premier élan à la motorisation de masse en Italie, anticipant l'arrivée de l'autre grand protagoniste de ce changement, la Fiat 500 dans les années 1950. En 1947, l'Ape fut également commercialisé, le fourgon à trois roues construit avec la même philosophie de conception qui avait inspiré Piaggio pour la Vespa, visant à satisfaire les besoins de transport individuel (dans ce cas, de marchandises) dans l'Italie de la reconstruction. En 1948, avec la sortie de la Vespa 125, une phase de croissance extraordinaire de la production commence: en 1953, 171 200 unités sont produites (la même année, la cinq cent millième Vespa quitte les usines et, trois ans plus tard, la millionième).
En 1950, les premières sociétés licenciées ont commencé la production de scooters en Angleterre, en Allemagne, en Espagne et en France, et déjà en 1953, le réseau de vente Piaggio était présent dans 114 pays à travers le monde, avec plus de 10 000 points de vente. Diplômé d'un diplôme d'ingénieur honoraire de l'Université de Pise en 1951, Piaggio vise dans la seconde moitié des années 1950 à étendre la présence de l'entreprise dans le secteur automobile, en commençant des études pour la production d'une micro-voiture. Le résultat est la Vespa 400, une petite voiture avec un moteur de 400 cm3, conçue à nouveau par D'Ascanio, qui a été présentée pour la première fois à Montecarlo en septembre 1957. Les lignes de production sont installées à Fourchambault, dans l'usine des Ateliers de Construction de Motocycles et Automobiles (ACMA), filiale française de l'entreprise italienne. Produite en environ 34 000 exemplaires entre 1958 et 1964, la Vespa 400 ne s'est cependant pas révélée être le succès commercial attendu par Piaggio, surtout en raison de la décision de ne pas l'importer en Italie, pour éviter des relations conflictuelles avec Fiat; ce choix oblige l'entreprise à évoluer dans une situation de concurrence difficile sur les marchés européens.
En février 1964, les deux frères Piaggio parviennent à une séparation consensuelle des branches de l'entreprise: Piaggio & C., qui s'occupe des cyclomoteurs, et les Industries aéronautiques et mécaniques de Piaggio (IAM, plus tard Piaggio Aero Industries ) sont nées, centrées sur les constructions aéronautiques et ferroviaires., puisque les constructions navales sont désormais marginales. L'entreprise dirigée par Enrico a son produit phare dans la Vespa: elle compte désormais plus de 10 000 employés et est l'un des moteurs économiques les plus importants de la Toscane. Au milieu des années 1960, une période de forte tension sociale entre la direction de l'entreprise et les travailleurs est tombée, principalement causée par les effets sur la production et l'emploi d'une première baisse des ventes, seulement temporaire, survenue au cours de 1963.
L'entrepreneur n'a pas assisté à la phase de relance suivante, car il est décédé à l'automne 1965. En 1965, son usine de Pontedera est en plein conflit ouvrier. Il se sent mal au bureau, pendant une grève. L'ambulance a du mal à se frayer un chemin à travers deux ailes de manifestants massées le long de l'allée menant à la direction de l'entreprise. Piaggio est transporté d'urgence à l'hôpital de Pise, mais meurt dix jours plus tard dans sa villa de Varramista . Dès que la nouvelle de sa mort arrive, la clameur cesse et tout le monde se blottit en silence pour lui rendre hommage. Ses funérailles verront la participation émouvante de tout Pontedera avec une foule débordante de milliers de personnes.
L'un des plus anciens centres de recherche multidisciplinaire d'Europe lui est dédié, le Centre de recherche Enrico Piaggio de l'Université de Pise, fondé en 1965.

## Mariage et descendance
Enrico Piaggio épouse Paola des comtes d'Antonelli, veuve du colonel Alberto Bechi Luserna, dont il eut la fille de Paola, Antonella Bechi Piaggio, qui épousa plus tard Umberto Agnelli.

## Archives
Les archives historiques de Piaggio , basées à Pontedera (Pise), conservent la documentation relative à l'activité de Piaggio depuis ses débuts à la fin du XIXe siècle jusqu'à nos jours, dans toutes ses activités et dans tous ses secteurs. Créée grâce à la recherche patiente entreprise par Tommaso Fanfani au milieu des années 1990, l'archive historique a été ouverte au public en mars 2000.

## Filmographie
- Enrico Piaggio - An Italian Dream, réalisé par Umberto Marino - téléfilm (2019)